# Mieczysław Sieradzki
Mieczysław Sieradzki, także Mietek Sieradzki (ur. 1921 w Kaliszu) – polski dyplomata, chargé d’affaires w Kanadzie (1957–1961).

## Życiorys
Mieczysław Sieradzki urodził się w rodzinie żydowskiej. Kształcił się w szkołach zarówno polskich, jak i żydowskich. W wyniku decyzji matki po wybuchu II wojny światowej rodzina wyjechała na tereny okupowane przez ZSRS. Na obszarze okupacji niemieckiej pozostał ojciec Stefan, który najpewniej zginął podczas powstania w getcie warszawskim. Podczas pobytu w ZSRS Siemiradzki pracował przymusowo. Po pewnym czasie zezwolono mu na podjęcie korespondencyjnego kursu języka angielskiego. Podstawy jego znajomości pozwoliły mu na podjęcie ok. 1944 pracy w Ambasadzie RP w Moskwie. W 1946 zdecydował się repatriować do Polski (jego matka wraz z drugim mężem wyjechała do Francji, zaś brat do Izraela), gdzie kontynuował pracę w Ministerstwie Spraw Zagranicznych. Wstąpił do Polskiej Zjednoczonej Partii Robotniczej. Podczas służby w Ambasadzie w Londynie ukończył z wyróżnieniem sfinansowane przez polski rząd studia w prawa międzynarodowego na London School of Economics. Następnie reprezentował Polskę na misjach w Komisji Nadzorczej Państw Neutralnych w Korei oraz Międzynarodowej Komisji Nadzoru i Kontroli w Kambodży. 14 stycznia 1957 objął stanowisko chargé d’affaires w Kanadzie, które pełnił do 1961. Odpowiadał wówczas za sprowadzenie do Polski przechowywanych w Kanadzie skarbów z Wawelu. Według relacji Sieradzkiego, podczas misji w Londynie i Ottawie kilkukrotnie proponowano mu pomoc w ucieczce na Zachód. Następnie objął stanowisko wicedyrektora jednego z departamentów MSZ. W 1968, w wyniku antysemickiej nagonki, zdecydował się wraz z żoną (także dyplomatką) i synem wyemigrować do Wielkiej Brytanii. W latach 1970–1982 pracował w sekcji polskiej BBC.
W ocenie Karoliny Szmagalskiej (Follis) ze wspomnień Sieradzkiego wydanych w 2001 pod tytułem „By a Twist of History. The Three Lives of a Polish Jew” wyłania się obraz osoby sceptycznie podchodzącej do idei marksizmu-leninizmu. W jej ocenie, jakkolwiek Sieradzki był lojalnym pracownikiem służby zagranicznej, w większym stopniu kierował się wiarą w instytucje i profesjonalizm w administracji niż ideologią.
W 1955 został odznaczony Medalem 10-lecia Polski Ludowej.